# Prva Makedonska Liga 2014/15
Die Prva Makedonska Liga 2014/15 war die 23. Saison der höchsten mazedonischen Spielklasse im Männerfußball. Sie begann am 2. August 2014 und endete am 27. Mai 2015. Titelverteidiger war Rabotnički Skopje.

## Modus
Seit dieser Saison nahmen nur noch 10 Mannschaften teil. Im Gegensatz zu den vergangenen Spielzeiten wurde die Saison in einem zweistufigen Format durchgeführt. In der regulären Spielzeit trat jede Mannschaft dreimal gegeneinander an.
Nach 27 Spieltagen spielen die ersten sechs Klubs in einer Einfachrunde um die Meisterschaft, die letzten vier in einer Doppelrunde gegen den Abstieg. Die letzten beiden Klubs steigen direkt ab, der Drittletzte musste in die Relegation gegen den Dritten der Vtora Liga.

## Mannschaften
| Verein              | Stadt     | Stadion              | Kapazität |
| ------------------- | --------- | -------------------- | --------- |
| FK Bregalnica Štip  | Štip      | Stadtstadion Štip    | 04.000    |
| FK Horizont Turnovo | Turnovo   | Kukuš-Stadion        | 01.500    |
| FK Metalurg Skopje  | Skopje    | Železarnica-Stadion  | 04.000    |
| FK Pelister Bitola  | Bitola    | Tumbe-Kafe-Stadion   | 15.000    |
| Rabotnički Skopje   | Skopje    | Philip-II-Arena      | 36.400    |
| FK Renova Džepčište | Džepčište | Stadtstadion Tetovo  | 20.000    |
| KF Shkëndija        | Tetovo    | Stadtstadion Tetovo  | 20.000    |
| Sileks Kratovo      | Kratovo   | Stadtstadion Kratovo | 01.800    |
| FK Teteks Tetovo    | Tetovo    | Stadtstadion Tetovo  | 20.000    |
| Vardar Skopje       | Skopje    | Philip-II-Arena      | 36.400    |

## Vorrunde

### Abschlusstabelle
| Pl. | Verein                   | Sp. | S  | U  | N  | Tore    | Diff. | Punkte |
| --- | ------------------------ | --- | -- | -- | -- | ------- | ----- | ------ |
| 1.  | Vardar Skopje            | 27  | 18 | 7  | 2  | 046:150 | +31   | 61     |
| 2.  | Rabotnički Skopje (M, P) | 27  | 17 | 4  | 6  | 043:230 | +20   | 55     |
| 3.  | KF Shkëndija             | 27  | 14 | 5  | 8  | 049:270 | +22   | 47     |
| 4.  | FK Renova Džepčište      | 27  | 12 | 8  | 7  | 034:270 | +7    | 44     |
| 5.  | Sileks Kratovo (N)       | 27  | 8  | 10 | 9  | 026:340 | −8    | 34     |
| 6.  | FK Metalurg Skopje       | 27  | 8  | 9  | 10 | 031:310 | ±0    | 33     |
| 7.  | FK Bregalnica Štip       | 27  | 7  | 9  | 11 | 022:280 | −6    | 30     |
| 8.  | FK Horizont Turnovo      | 27  | 7  | 9  | 11 | 021:300 | −9    | 30     |
| 9.  | FK Pelister Bitola       | 27  | 5  | 8  | 14 | 016:280 | −12   | 23     |
| 10. | FK Teteks Tetovo (N)     | 27  | 2  | 5  | 20 | 017:620 | −45   | 11     |

| (M) | amtierender mazedonischer Meister     |
| (P) | amtierender mazedonischer Pokalsieger |
| (N) | Neuaufsteiger                         |

### Kreuztabelle
| Erste Runde (Runden 1–18) | Erste Runde (Runden 1–18) | Erste Runde (Runden 1–18) | Erste Runde (Runden 1–18) | Erste Runde (Runden 1–18) | Erste Runde (Runden 1–18) | Erste Runde (Runden 1–18) | Erste Runde (Runden 1–18) | Erste Runde (Runden 1–18) | Erste Runde (Runden 1–18) | 2014/15             | Rückrunde (Runden 19–27) | Rückrunde (Runden 19–27) | Rückrunde (Runden 19–27) | Rückrunde (Runden 19–27) | Rückrunde (Runden 19–27) | Rückrunde (Runden 19–27) | Rückrunde (Runden 19–27) | Rückrunde (Runden 19–27) | Rückrunde (Runden 19–27) | Rückrunde (Runden 19–27) |
| ------------------------- | ------------------------- | ------------------------- | ------------------------- | ------------------------- | ------------------------- | ------------------------- | ------------------------- | ------------------------- | ------------------------- | ------------------- | ------------------------ | ------------------------ | ------------------------ | ------------------------ | ------------------------ | ------------------------ | ------------------------ | ------------------------ | ------------------------ | ------------------------ |
| Vardar Skopje             | Rabotnički Skopje         | KF Shkëndija              | FK Renova Džepčište       | Sileks Kratovo            | FK Metalurg Skopje        |                           | FK Horizont Turnovo       | FK Pelister Bitola        | FK Teteks Tetovo          | Verein              | Vardar Skopje            | Rabotnički Skopje        | KF Shkëndija             | FK Renova Džepčište      | Sileks Kratovo           | FK Metalurg Skopje       |                          | FK Horizont Turnovo      | FK Pelister Bitola       | FK Teteks Tetovo         |
|                           | 0:0                       | 3:0                       | 1:1                       | 2:0                       | 3:1                       | 1:0                       | 0:0                       | 1:0                       | 5:0                       | Vardar Skopje       |                          | 2:0                      | –                        | 1:0                      | –                        | 2:1                      | –                        | –                        | 1:1                      | 2:0                      |
| 0:2                       |                           | 3:2                       | 3:0                       | 0:0                       | 0:3                       | 4:0                       | 1:0                       | 1:0                       | 3:1                       | Rabotnički Skopje   | –                        |                          | 1:0                      | –                        | 2:0                      | 2:2                      | 0:0                      | 2:0                      | –                        | –                        |
| 1:2                       | 1:3                       |                           | 1:1                       | 3:0                       | 2:1                       | 2:1                       | 5:2                       | 5:0                       | 5:0                       | KF Shkëndija        | 3:2                      | –                        |                          | 0:1                      | –                        | 2:2                      | –                        | –                        | 2:0                      | 0:1                      |
| 3:0                       | 2:1                       | 1:0                       |                           | 2:2                       | 3:1                       | 2:1                       | 2:3                       | 0:2                       | 0:0                       | FK Renova Džepčište | –                        | 2:0                      | –                        |                          | 1:1                      | 2:0                      | 2:1                      | 1:1                      | –                        | –                        |
| 0:3                       | 0:2                       | 0:1                       | 1:0                       |                           | 2:1                       | 1:1                       | 2:0                       | 1:1                       | 3:1                       | Sileks Kratovo      | 0:2                      | –                        | 0:1                      | –                        |                          | 1:1                      | –                        | –                        | 1:0                      | 3:1                      |
| 1:4                       | 1:2                       | 1:1                       | 3:0                       | 1:1                       |                           | 3:0                       | 2:0                       | 0:0                       | 0:2                       | FK Metalurg Skopje  | –                        | –                        | –                        | –                        | –                        |                          | 0:0                      | 0:0                      | 3:1                      | 0:0                      |
| 1:2                       | 1:2                       | 1:3                       | 2:0                       | 1:1                       | 0:1                       |                           | 1:1                       | 0:0                       | 4:1                       | FK Bregalnica Štip  | 0:0                      | –                        | 0:0                      | –                        | 2:0                      | -                        |                          | –                        | 1:0                      | –                        |
| 0:0                       | 0:1                       | 0:1                       | 0:0                       | 1:1                       | 1:0                       | 2:1                       |                           | 0:1                       | 2:0                       | FK Horizont Turnovo | 0:2                      | –                        | 0:4                      | –                        | 1:1                      | –                        | 0:1                      |                          | –                        | –                        |
| 0:1                       | 1:0                       | 0:0                       | 0:1                       | 0:1                       | 0:1                       | 0:1                       | 0:0                       |                           | 3:0                       | FK Pelister Bitola  | –                        | 1:3                      | –                        | 1:1                      | –                        | –                        | –                        | 0:1                      |                          | 3:1                      |
| 2:2                       | 1:5                       | 1:2                       | 0:4                       | 1:3                       | 0:1                       | 0:1                       | 0:3                       | 1:1                       |                           | FK Teteks Tetovo    | –                        | 1:2                      | –                        | 1:2                      | –                        | –                        | 0:0                      | 1:3                      | –                        |                          |

## Endrunde

### Meisterrunde
Die Ergebnisse aus der Vorrunde wurden mit eingerechnet
| Pl. | Verein                   | Sp. | S  | U  | N  | Tore    | Diff. | Punkte |
| --- | ------------------------ | --- | -- | -- | -- | ------- | ----- | ------ |
| 1.  | Vardar Skopje            | 32  | 20 | 9  | 3  | 056:210 | +35   | 69     |
| 2.  | Rabotnički Skopje (M, P) | 32  | 20 | 6  | 6  | 055:300 | +25   | 66     |
| 3.  | KF Shkëndija             | 32  | 18 | 5  | 9  | 058:310 | +27   | 59     |
| 4.  | FK Renova Džepčište      | 32  | 13 | 9  | 10 | 041:390 | +2    | 48     |
| 5.  | Sileks Kratovo (N)       | 32  | 10 | 11 | 11 | 033:420 | −9    | 41     |
| 6.  | FK Metalurg Skopje       | 32  | 8  | 9  | 15 | 034:420 | −8    | 33     |

| (M) | amtierender mazedonischer Meister     |
| (P) | amtierender mazedonischer Pokalsieger |
| (N) | Neuaufsteiger                         |

#### Kreuztabelle
| Meisterrunde        | Vardar Skopje | Rabotnički Skopje | KF Shkëndija | FK Renova Džepčište | Sileks Kratovo | FK Metalurg Skopje |
| Vardar Skopje       |               | 2:2               | –            | 4:1                 | –              | 2:0                |
| Rabotnički Skopje   | –             |                   | 2:1          | –                   | 3:1            | 2:1                |
| KF Shkëndija        | 1:0           | –                 |              | 3:1                 | –              | 2:1                |
| FK Renova Džepčište | –             | 3:3               | –            |                     | 0:1            | –                  |
| Sileks Kratovo      | 2:2           | –                 | 0:2          | –                   |                | –                  |
| FK Metalurg Skopje  | –             | –                 | –            | 1:2                 | 1:3            |                    |

### Abstiegsrunde
Die Ergebnisse aus der Vorrunde wurden mit eingerechnet
| Pl. | Verein               | Sp. | S  | U | N  | Tore    | Diff. | Punkte |
| --- | -------------------- | --- | -- | - | -- | ------- | ----- | ------ |
| 7.  | FK Bregalnica Štip   | 33  | 13 | 9 | 11 | 033:290 | +4    | 48     |
| 8.  | FK Horizont Turnovo  | 33  | 9  | 9 | 15 | 026:370 | −11   | 36     |
| 9.  | FK Pelister Bitola   | 33  | 7  | 9 | 17 | 021:350 | −14   | 30     |
| 10. | FK Teteks Tetovo (N) | 33  | 3  | 6 | 24 | 022:730 | −51   | 15     |

| (N) | Neuaufsteiger |

#### Kreuztabelle
| Abstiegsrunde       |     | FK Horizont Turnovo | FK Pelister Bitola | FK Teteks Tetovo |
| FK Bregalnica Štip  |     | 2:1                 | 2:0                | 1:0              |
| FK Horizont Turnovo | 0:1 |                     | 0:1                | 2:0              |
| FK Pelister Bitola  | 0:1 | 0:2                 |                    | 2:2              |
| FK Teteks Tetovo    | 0:4 | 3:0                 | 0:2                |                  |

## Relegation
Der Achte der Abstiegsrunde spielte gegen den Dritten der zweiten Liga um die Qualifikation für die Prva Makedonska Liga 2015/16. Die Spiele fanden am 3. und 7. Juni 2015 statt.
|                     | Gesamt |             | Hinspiel | Rückspiel |
| ------------------- | ------ | ----------- | -------- | --------- |
| FK Horizont Turnovo | 3:1    | FK Gostivar | 1:1      | 2:0       |

## Torschützenliste
| Rang | Name                   | Verein              | Tore |
| ---- | ---------------------- | ------------------- | ---- |
| 1.   | Izair Emini            | FK Renova Džepčište | 20   |
| 2.   | Bojan Vručina          | KF Shkëndija        | 18   |
| 3.   | Marjan Altiparmakovski | Rabotnički Skopje   | 15   |
| 4.   | Hristijan Kirovski     | KF Shkëndija        | 14   |
| 5.   | Filip Ivanovski        | Vardar Skopje       | 11   |
| 6.   | Marjan Radeski         | FK Metalurg Skopje  | 10   |
| 7.   | Aco Stojkov            | Rabotnički Skopje   | 09   |